# Nai (álbum)
Nai (en español: "Sí") es el tercer álbum de estudio de la cantante greco-chipriota Anna Vissi. Incluye la banda sonora de la serie de TV Methismeni Politeia. Fue lanzado en Grecia y Chipre por el sello EMI Music en 1980. En 2006 fue lanzada una edición remasterizada de este disco, incluyendo la canción griega del Festival de la Canción de Eurovisión 1980, "Autostop" (interpretada en conjunto con el grupo Epikouri), así como dos remixes del tema "Oso Eho Foni". Este álbum alcanzó el estatus de disco de oro.

## Acerca del álbum
Después del éxito obtenido con el álbum Kitrino Galazio (lanzado en 1979), Anna Vissi se consolidó como artista Pop con este disco. "Methismeni Politeia" era la sintonía de cabecera de la popular serie homónima emitida entre 1980 y 1981 por ERT, la televisión pública griega. Los sencillos "Oso Eho Foni" y "To Ksero Tha Ertheis Ksana" (un cover en griego de la canción de Barbra Streisand "Woman In Love") obtuvieron un gran éxito. 
Al igual que Kitrino Galazio, Nai fue lanzado en CD en 1987.
La canción "Oso Eho Foni", al igual que "Aftos Pou Perimeno" (tema del disco Kitrino Galazio), fue relanzado en el álbum The Remixes en 1997, obteniendo un gran éxito.
En el año 2006, impulsado por la entrada de Vissi en el Festival de la Canción de Eurovisión 2006, el sello EMI lanzó una edición remasterizada del álbum agregando la canción griega de 1980 en el Festival de Eurovisión "Autostop" y dos remixes de "Oso Eho Foni".

## Listado de temas
Versión Original (1980)
1. "Oso Eho Foni"
2. "To Ksero Tha Erthis Ksana" ("Woman In Love")
3. "Den Eimai Monahi"
4. "Kles Esi Ke Pono" ("Je Reviens De Chercher")
5. "Magapouses Kapou Kapou"
6. "Gia Afto Sou Leo Mi"
7. "Ti Me Rotas"
8. "Milise Mou"
9. "Na I Zoi"
10. "Ma Den Fovame"
11. "Kegete O Kosmos Kegete"
12. "Ksanazo"
13. "Methismeni Politia"

Edición Remasterizada (2006)
1. "Oso Eho Foni"
2. "To Ksero Tha Erthis Ksana" ("Woman In Love")
3. "Den Eimai Monahi"
4. "Kles Esi Kai Pono" ("Je Reviens De Chercher")
5. "Magapouses Kapou Kapou"
6. "Gia Afto Sou Leo Mi"
7. "Ti Me Rotas"
8. "Milise Mou"
9. "Na I Zoi"
10. "Ma Den Fovame"
11. "Kegete O Kosmos Kegete"
12. "Ksanazo"
13. "Methismeni Politia"
14. "Autostop" (Canción griega en el Festival de la Canción de Eurovisión 1980)
15. "Oso Eho Foni (Club Mix)"
16. "Oso Eho Foni (Revival Mix)"

Las canciones fueron escritas y compuestas por Filipos Nikolaou, Spiros Vlassopoulos, Yorgos Kannelopoulos, M. Mikelis and D. Iatropoulos.

## Créditos
| - Gilbert François Becaud - música - P. Delanoe - música - Dimitris Iatropoulos - letra - Barry Gibb - música - Robin Gibb - música - Giorgos Kanelopoulos - letra - Αlice Maywood - música - Manolis Mikelis - música - Philippos Nikolaou - música, letra - Anna Vissi - voz - Spiros Vlassopoulos - música | Producción - Kostas Fasolas - productor, ingeniero de grabación en Studio ERA - Nikos Lavranos - arreglos, instrumentación, dirección orquestal - Haris Andreadis - arreglos, instrumentación, dirección orquestal Diseño - Christos Christodoulidis - fotos - Dimitris Arvanitis - diesño de cubierta |

Créditos adaptados de las notas del álbum.